# Marygoround
Marygoround (auch in der Schreibweise MaryGoRound, Originaltitel Maryjki) ist eine Schwarze Komödie von Daria Woszek, die im August 2020 beim Fantasia International Film Festival ihre Premiere feierte.

## Handlung
Maria arbeitet in einer polnischen Kleinstadt als Verkäuferin in einem Lebensmittelladen. Die aus Überzeugung alleinstehende, einsame Frau ist Agnostikerin und führt ein tristes, ereignisloses Leben. Maria hat nur zwei Leidenschaften. Eine besteht darin, Liebesgeschichten in Groschenromanen zu lesen, die andere im Sammeln von Statuen der Jungfrau Maria.
Da Maria unter Hitzewallungen leidet und sie mit den Wechseljahren kämpft, verschreibt ihr Arzt ihr eine Hormonersatztherapie, und am Vorabend ihres 50. Geburtstages beginnt ihr Leben eine völlig unerwartete Wendung zu nehmen. Als das Östrogen aus dem Hormonpflaster durch Marias Körper sickert, stellt sich schnell eine Veränderung bei ihr ein, auch ihre Persönlichkeit betreffend, sie wird selbstbewusster, sinnlicher und beginnt ausschweifend zu leben. Ihre lebenslustige und freigeistige Nichte Helena, die nach einer langen Reihe von misslungenen Beziehungen und einer kürzlichen Trennung regelmäßig auf ihrer Couch kampiert, bemerkt die Veränderung ihrer Tante. Maria beginnt Dinge zu tun, die vorher für sie undenkbar waren. Hierzu gehört auch ein Abendessen mit einem jüngeren Angestellten eines Modegeschäfts. Einer Präsenz in ihrem Haus scheint Marias neu entdeckte Lebenslust jedoch nicht zuzusagen.

## Produktion
Regie führte Daria Woszek, die gemeinsam mit Sylwester Piechura und Aleksandra Świerk auch das Drehbuch schrieb. Über die Prämisse des Films sagte Woszek, es heiße, wenn eine Frau in Wechseljahre kommt, diese „magische Linie“ überschreitet, und keine Kinder mehr bekommen kann, sei ihr Leben im Grunde genommen vorbei. Frauen würden in dieser Phase transparent. Bei ihrer eigenen Mutter hatte Woszek aber beobachtet, dass sich viele Frauen nach den Wechseljahren endlich selbst fühlen: „Es ist dir egal, ob dich jemand attraktiv findet, du tust nichts, was du nicht willst.“ Frauen in diesem Alter definierten sich nicht durch soziale Rollen.
Über den Genremix bei ihrem Film sagte Woszek, in Polen sei das „Kino der moralischen Angst“ Tradition und immer noch sehr stark. Eine Angst der Menschen dort sei es, als „frivol“ angesehen zu werden. Über das Retro-Feeling, das der Film verbreitet, insbesondere durch das Geschäft, in dem Maria arbeitet und sehr im Stil der 1980er Jahre gestaltet wurde, sagte die Regisseurin, solche Orte existierten in Polen noch immer und erinnert sich, wie das Leben im postkommunistischen Polen war, als alle beim Betrachten der bunten Magazine aus Deutschland erröteten.
Die polnische Theaterschauspielerin Grażyna Misiorowska übernahm die Titelrolle von Maria. Sie und die Regisseurin kennen sich seit ihrer Studienzeit. Magdalena Koleśnik spielt Marias Kollegin Marzenka, Helena Sujecka ihre Nichte Helena und Pawel Smagala Herr Cwiarteczka, den jüngeren Angestellten eines Modegeschäfts.
Die Premiere des Films war im März 2020 beim South by Southwest Film Festival geplant, das jedoch aufgrund der Coronavirus-Pandemie abgesagt wurde. Letztlich erfolgte die erste Vorstellung am 25. August 2020 beim Fantasia International Film Festival. Ende September und Anfang Oktober 2020 wurde Marygoround beim Calgary International Film Festival vorgestellt, hiernach bei CinÉast in Luxemburg gezeigt und beim Mastercard Off Camera Festival in Krakauer Autokinos. Anfang Juli 2021 wird er beim Neuchâtel International Fantastic Film Festival gezeigt.

## Rezeption

### Kritiken
Sarah Ward vom britischen Filmmagazin Screen International schreibt, der Film mache nicht nur visuell Eindruck, auch narrativ sei diese lebhafte Schwarze Komödie nicht leicht zu vergessen. Daria Woszek habe eine unvergleichliche, absichtlich übertriebene und absurde, aber dennoch kluge und einfühlsame Erforschung einer Frau verwirklicht, die sich ein Leben lang daran gewöhnt hatte, übersehen zu werden. Ward hebt zudem das Szenenbild von Alicja Kazimierczak und Marias saphirfarbenes Apartment hervor, das eine besondere Augenweide sei.

### Auszeichnungen (Auswahl)
Calgary International Film Festival 2020
- Nominierung als Bester Spielfilm im internationalen Wettbewerb (Daria Woszek)[12]

Fantasia International Film Festival 2020
- Auszeichnung als Bester Film (Daria Wosjek)
- Auszeichnung für die Beste Regie (Daria Wosjek)
- Auszeichnung als Beste Schauspielerin (Grażyna Misiorowska)
- Lobende Erwähnung der Jury beim New Flesh Award (Grażyna Misiorowska)[13]

Gijón International Film Festival 2020
- Auszeichnung als Bester Film im Hauptwettbewerb (Daria Woszek)
- Auszeichnung als Beste Schauspielerin (Grażyna Misiorowska)[14]

Transilvania International Film Festival 2021
- Nominierung für die Transilvania Trophy im Hauptwettbewerb[15]